# Kenza Farah
Kenza Farah (Béjaïa, 8 luglio 1986) è una cantautrice francese di origine algerina di RnB, hip-hop e pop.
Dal 2007 al 2012, la cantante ha venduto più di 500.000 dischi.

## Carriera
Kenza Farah è nata l'8 luglio 1986 a Béjaïa, in Algeria, ed è cresciuta nel XV arrondissement di Marsiglia in una famiglia con altri sei fratelli. Kenza aveva un grande interesse per la musica, all'età di 14 anni, ha iniziato a suonare in spettacoli nei quartieri e ha vinto concorsi di canto. All'inizio Kenza ha cantato testi di Céline Dion fino a quando non si sono sviluppate le sue idee di testo. Il passo successivo è stato quello di scegliere il suo secondo nome come nome d'arte. Prendere lezioni di canto è stata una tappa nel suo sviluppo che le ha mostrato che la musica non è solo divertente. Dopo aver abbandonato le lezioni di canto, Kenza ha incontrato Karim Ouanes de Dugny, che le ha dato l'opportunità di fare le sue prime registrazioni.
Seguirono produzioni con Kamelancien, Kery James, T2R, Kayser, Alonso, Le Rat Luciano. Nel dicembre 2006, Kenza ha firmato un contratto con l'etichetta discografica parigina Karismatik. Questo è stato seguito dall'uscita del suo primo album Authentik nel giugno 2007 con molte tracce riviste degli ultimi anni. L'album era atteso da tempo a Marsiglia ed è salito al numero 5 delle classifiche degli album nella prima settimana. Kenza ha ricevuto l'oro per il suo album e ha pubblicato il singolo Je me bats e Appelez moi Kenza.
Kenza Farah ha pubblicato il suo album il 15 novembre 2010, il primo singolo dall'album si chiamava Militante.
Il nuovo singolo di Kenza Farah si chiama La où tu vas. Il singolo fa parte della colonna sonora del film Le Coursier di Luc Besson. La clip è stata girata il 22 gennaio in un loft nel 10º arrondissement di Parigi.

## Incidente
La sera del 12 ottobre 2008, poco dopo aver lasciato lo studio di registrazione, Kenza Farah è stata investita da un'auto e ferita. È stata persino dichiarata morta, il che si è rivelato un errore poco tempo dopo. Come ha detto il suo manager alla rivista Voici, si dice che il veicolo dell'incidente abbia viaggiato a una velocità di circa 90 km/h quando l'ha colpita.
In un'intervista a Planète Rap Mag, ha detto poco dopo che l'incidente non è stato così grave e che i media lo hanno descritto come peggiore di quanto non fosse in realtà.

## Stile
Ispirata da Aaliyah, Tracy Chapman, Stevie Wonder e Francis Cabrel, Kenza produce brani su rancori generali nella società, delusione con gli amici, guerra, solitudine e amore. Le loro origini sono generalmente riconoscibili nei suoi testi, vale a dire i quartieri settentrionali socialmente svantaggiati di Marsiglia. Le canzoni in cui si rappresenta in stile hip hop sono più attuali. Lo stile della musica si sta sviluppando da ritmi semplici e campionamenti ben noti nella direzione dei ritmi elettronici. A volte Kenza sottolinea il suo canto con un accento cabilo.

## Discografia

### Album
Album in studio
- 2007 – Authentik
- 2008 – Avec le cœur
- 2010 – Trésor
- 2012 – 4 Love
- 2014 – Karismatik

Mixtape
- 2008 – Authentik Mixtape

### Singoli
- 2007 – Je me bats / Appelez-moi Kenza
- 2007 – Lettre du front (con Sefyu)
- 2008 – 15ème hardcord (con G.A.P soosol)
- 2008 – Au cœur de la rue / J'essaie encore
- 2009 – Faut Pas Oublier (con Bossniak)
- 2009 – Celle qu'il te faut (con Nina Sky)
- 2009 – Je représente
- 2010 – Desillusion du ghetto
- 2010 – Là où tu vas fa parte della colonna sonora del film Le Coursier)[3]
- 2010 – Militante
- 2012 – Quelque Part
- 2012 – Coup de cœur (con Soprano)
- 2013 – Obsesión (Tropical Family) (con Lucenzo)
- 2014 – Yätayö
- 2014 – Problèmes (con Jul)
- 2016 – Fais le job
- 2016 – Mon ange 2.0
- 2018 – Photos